# Italian Jazz Awards
Italian Jazz Awards (acronimo IJA) è stata una manifestazione musicale indipendente dedicata al pianista italiano Luca Flores scomparso prematuramente nel 1995, ideata nel 2006 da Andrea Causi (all'epoca studente della classe di Jazz del Conservatorio G.F. Ghedini di Cuneo) ed organizzata dall'agenzia italiana di free management ACM in collaborazione con l'agenzia di promozione artistica statunitense MRM, in cui vengono premiati, attraverso votazione pubblica, i jazzisti italiani più popolari d'Europa e del mondo.
La prima edizione si è tenuta nel 2007 sulla falsariga dei Jazz Awards americani.
Le categorie in gara sono quattro e le nomination sono stilate da una Commissione Artistica, che cambia ogni due anni, composta da musicisti ed esperti di Jazz avente il compito di individuare i finalisti che accederanno alla votazione pubblica, fase finale del premio.
Tali premi sono assegnati tramite votazioni sul sito ufficiale, in cui gli utenti del web possono votare i loro jazzisti preferiti per decretare il vincitore di ogni categoria.
Dall'edizione 2008 la manifestazione si è arricchita di due premi: l'Honorary Award, equivalente del premio alla carriera, consegnato dalla Commissione Artistica alla personalità jazz italiana che vanti almeno 25 anni di carriera e che abbia dato lustro alla musica jazz sia in Italia che all'estero, e il Panel Choice Award premio secondario della Commissione Artistica. Sono gli unici due riconoscimenti a non essere votati direttamente dal pubblico. L'Honorary Award a Luca Flores è stato assegnato durante la 3ª edizione su volontà della Presidenza Artistica a testimonianza del legame tra la rassegna stessa ed il pianista scomparso.
Nel febbraio 2008, alla cerimonia di premiazione dell'edizione 2007 tenutasi a Genova presso il Teatro della Tosse, era presente alla consegna dei premi il pianista statunitense Uri Caine..
Nel 2008 parte dei premi sono stati consegnati Sanremo e ripresi da Raiuno nell'ambito della trasmissione Soundz condotta da Bruno Gambarotta e con la partecipazione di Memo Remigi.
Nel 2011, la premiazione della categoria Best Jazz Act 2010 ha avuto luogo all'interno del Locus Jazz Festival in Valle D'Itria.
Il 3 febbraio 2012 il M° Franco D'Andrea, Honorary Award 2011, è stato premiato alla Casa del Jazz di Roma.

## Vincitori

### 2007 Genova
- Honorary Award: Luca Flores (consegnato alla sorella Barbara)
- Best Jazz Act: Dado Moroni
- Best Jazz Singer: Danila Satragno

### 2008 - Sanremo/Roma/Milano
- Honorary Award: Renato Sellani
- Best Jazz Act: Fabrizio Bosso
- Best Jazz Singer: Larry Franco
- Brand New Jazz Act: Paolo Alderighi
- Best Jazz Album: It's a Good Day - Patti Wicks Trio
- P-Choice Award: Blue Dolls

Commissione artistica: Freddy Colt, Maria Grazia Scarzella, Melania Renzi, Samuel J. Morris.

### 2009 - Alessandria/Bari
- Honorary Award: Franco Cerri[6]
- Best Jazz Act:    Giovanni Amato
- Best Jazz Singer: Paola Arnesano
- Brand New Jazz Act: Francesco Negro
- Best Jazz Album: Lifetime - Daniele Scannapieco

Commissione artistica: Tiziana Ghiglioni, Patti Wicks, Freddy Colt, Paolo Longo, Adriana Isoardi, Renzo Coniglio, Gianni Celli, Massimo Epinot.

### 2010- Mola di Bari/Locorotondo
- Honorary Award: Jula de Palma[7][8]
- Best Jazz Act: Mirko Signorile
- Best Jazz Singer: Giuseppe Delre
- Brand New Jazz Act: Attilio Troiano

Commissione artistica: Barbara Flores, Guido Di Leone, Freddy Colt, Paolo Longo, Adriana Isoardi, Massimo Epinot.

### 2011 - Roma/Latina
- Honorary Award: Franco D'Andrea[9][10]
- Best Jazz Act: Mauro Zazzarini[11]
- Best Jazz Singer: Cinzia Spata
- Brand New Jazz Act: Barbara Errico

Commissione artistica: Barbara Flores, Guido Di Leone, Eva Simontacchi, Stefano Maurizi, Roberto Chiriaco.

## Commissione Artistica
La Commissione Artistica è biennalmente mutevole nel corso delle varie edizioni del contest ed è composta, su invito del Direttore Artistico, da esperti del settore Jazz: musicisti, cantanti, editori, giornalisti, compositori e arrangiatori che hanno il compito di selezionare, dagli elenchi delle uscite discografiche Jazz dell'anno forniti dal Team IJA, i componenti le Nomination che accederanno alla votazione pubblica.